# Carapa procera
Espèce
Classification phylogénétique
Synonymes
- Carapa guineensis Sweet ex A. Juss., 1826
- Carapa gummiflua C. DC.
- Carapa microcarpa A. Chev.
- Carapa touloucouna Guillem. ex Perr., 1831
- Carapa velutina C. DC.
- Granatum procerum (DC.) Kuntze - Basionyme
- Trichilia procera Forsyth[1]

Carapa procera est une espèce d'arbres de la famille des Méliacées que l'on rencontre et en Afrique occidentale et équatoriale du Sénégal à l'Angola. Il est appelé touloucouna au Sénégal, Gobi, Kowi en Sierra Leone, Toon-kor-dah au Liberia, Alla, Dona en Côte d'Ivoire, Bete, Krupi au Ghana, Agogo au Nigeria, Mujogo, Mutongana en Ouganda, Crabwood en anglais, etc.
L'espèce d'Amérique du Sud présente au Brésil et sur le plateau des Guyanes, et connue sous les noms locaux de carapa en Guyane, tiviru en (palikur), yani en (wayãpi), andiroba au Brésil, longtemps identifiée sous le nom de Carapa procera a été séparée de l'espèce africaine et s'appelle désormais Carapa surinamensis Miq..

## Description
Ce grand arbre peut atteindre 30 à 35 m de haut pour 1 m de diamètre. Son feuillage jeune est rouge. Les feuilles paripennées portent 8 à 16 folioles, atteignent 50 à 70 cm et se terminent par un bourgeon foliaire avorté. L'accumulation des rachis au sol est caractéristique. L'écorce du tronc a tendance à desquamer en plaques rectangulaires. La maturation des fruits nécessite un an. Il s'agit de capsules s'ouvrant en 4 et renfermant de grosses graines pyramidales disséminées par les rongeurs. Son bois dégage une odeur agréable typique des Meliaceae.

## Une (ancienne) définition
« TOULOUCOUNA : nom, au Sénégal, du Carapa guineensis Don. (C. Touloucouna Guill. et Perr.), bel arbre de la famille des Méliacées, tribu des Trichiliées, qui croît en abondance sur la côte occidentale de l'Afrique tropicale. On extrait de ses graines une huile concrète et très amère, dit huile de Touloucouna, dont on apporte de grandes quantités à Marseille pour la fabrication des savons. E. Caventou a retiré de l'écorce de Touloucouna une substance résinoïde, inscristallisable et très amère, qu'il a nommée Touloucounin ».

## Utilisations
Son bois résistant aux termites est apprécié en ébénisterie et en charpenterie.
L'huile de carapa est inscrite comme ingrédient cosmétique et utilisée dans quelques produits par les Laboratoires Mascareignes, sous la marque commerciale LM Natura, entreprise créée en 2005 et basé à Mapou, à l’Île Maurice, par Sylvie Meliet, pour les propriétés qui lui sont attribuées par cette entreprise (problèmes de peau comme le psoriasis) et pour un usage domestique (répulsif, bois).